# NGC 4271
NGC 4271 је елиптична галаксија у сазвежђу Велики медвед која се налази на NGC листи објеката дубоког неба.
Деклинација објекта је + 56° 44' 14" а ректасцензија 12h 19m 32,7s. Привидна величина (магнитуда) објекта NGC 4271 износи 12,5 а фотографска магнитуда 13,5. NGC 4271 је још познат и под ознакама UGC 7375, MCG 10-18-25, CGCG 293-10, PGC 39683.